# St. Laurentius (Unterpleichfeld)

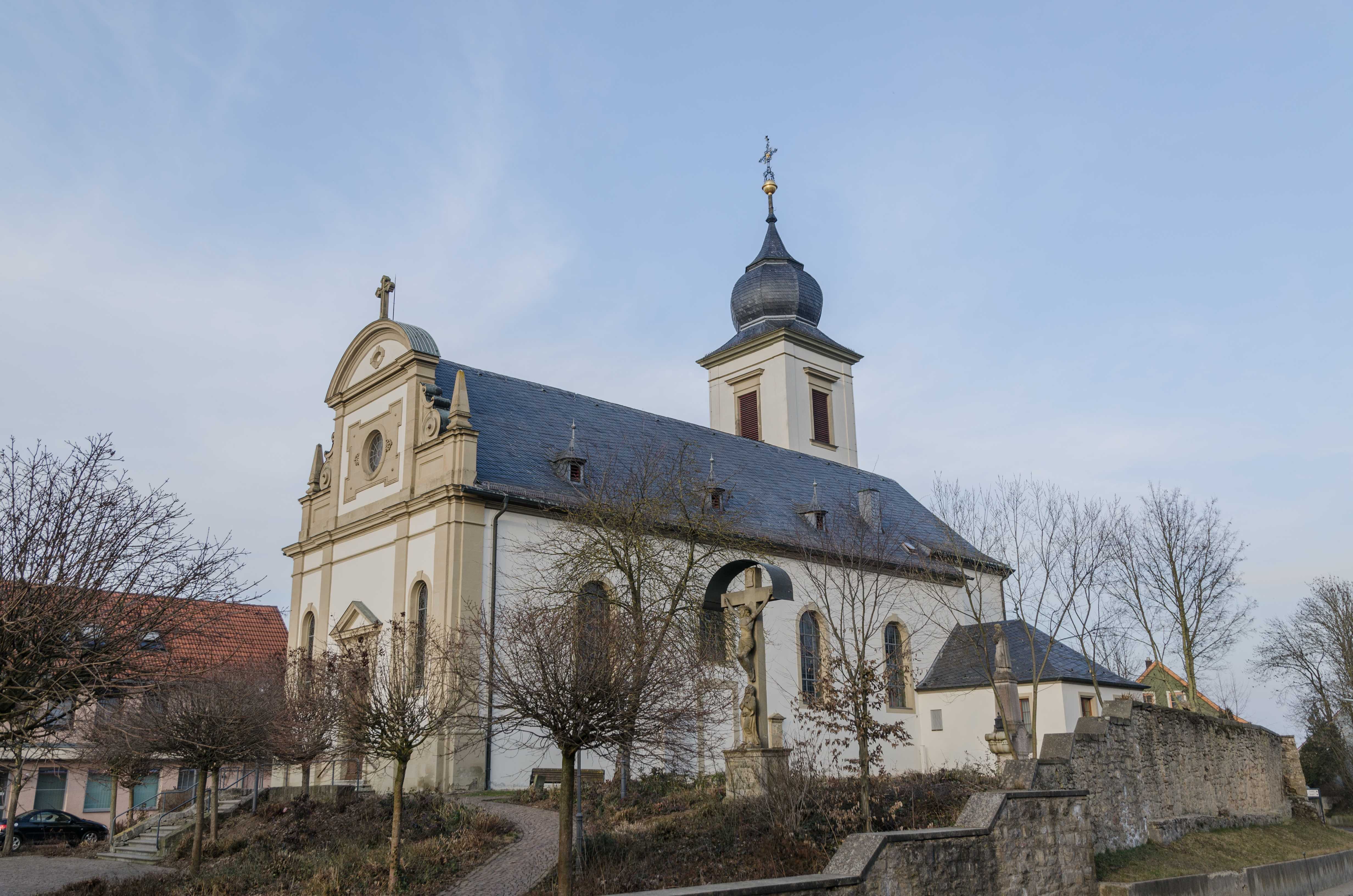
St. Laurentius (Unterpleichfeld)

Die römisch-katholische, denkmalgeschützte Pfarrkirche St. Laurentius steht in Unterpleichfeld, einer Gemeinde im Landkreis Würzburg (Unterfranken, Bayern). Die Kirche ist unter der Denkmalnummer D-6-79-201-15 als Baudenkmal in der Bayerischen Denkmalliste eingetragen. Die Pfarrei gehört zur Pfarreiengemeinschaft Volk Gottes an Pleichach und Main, Bergtheim im Dekanat Würzburg rechts des Mains des Bistums Würzburg.

## Beschreibung
Die unteren Geschosse des Chorflankenturms stammen von 1611. Das Langhaus und der eingezogene, dreiseitig geschlossene Chor im Süden des Langhauses wurden 1797–1804 hinzugefügt. Ferner wurde der Chorflankenturm mit einer schiefergedeckten Zwiebelhaube bedeckt und aufgestockt, um den Glockenstuhl unterzubringen, in dem seit 1949 vier Kirchenglocken hängen:
| Schlagton | Gewicht (kg) | Inschrift                        |
| --------- | ------------ | -------------------------------- |
| d         | 1950         | SANKT LAURENTIUS – ORA PRO NOBIS |
| f         | 1160         | SANKT MARIA – ORA PRO NOBIS      |
| g         | 820          | SANKT WENDELINUS – ORA PRO NOBIS |
| a         | 580          | SANKT JOSEF – ORA PRO NOBIS      |

Die mit einem Volutengiebel bedeckte Fassade im Westen, wird durch Pilaster, die an den Ecken sind mit Fialen bekrönt, in drei Bereiche unterteilt, im mittleren befindet sich das Portal. Die Orgel auf der Empore hat 16 Register, zwei Manuale und ein Pedal und wurde 1955 von Alois Handel gebaut.